# Kaique Vergilio da Silva
Kaique Vergilio da Silva (nacido el 19 de enero de 1996) es un futbolista brasileño que se desempeña como delantero en el Fénix de Uruguay.
Jugó para clubes como el Thespakusatsu Gunma.

## Trayectoria

### Clubes
| Club                | País  | Año         |
| ------------------- | ----- | ----------- |
| Thespakusatsu Gunma | Japón | 2014 - 2015 |

## Estadística de carrera
Actualizado al 29 de agosto de 2017
| Club                | Año   | Liga      | Liga  | Liga  | Liga Estadual | Liga Estadual | Copa  | Copa  | Continental | Continental | Otros | Otros | Total | Total |
| Club                | Año   | División  | Part. | Goles | Part.         | Goles         | Part. | Goles | Part.       | Goles       | Part. | Goles | Part. | Goles |
| ------------------- | ----- | --------- | ----- | ----- | ------------- | ------------- | ----- | ----- | ----------- | ----------- | ----- | ----- | ----- | ----- |
| Thespakusatsu Gunma | 2014  | J2 League | 4     | 0     | —             | —             | 0     | 0     | —           | —           | —     | —     | 4     | 0     |
| Thespakusatsu Gunma | 2015  | J2 League | 15    | 0     | —             | —             | 0     | 0     | —           | —           | —     | —     | 15    | 0     |
| Thespakusatsu Gunma | Total | Total     | 19    | 0     | —             | —             | 0     | 0     | —           | —           | —     | —     | 19    | 0     |
| Santos              | 2016  | Série A   | 0     | 0     | —             | —             | 0     | 0     | —           | —           | 11    | 0     | 11    | 0     |
| Santos              | 2017  | Série A   | 0     | 0     | —             | —             | 0     | 0     | 0           | 0           | 1     | 0     | 1     | 0     |
| Santos              | Total | Total     | 0     | 0     | —             | —             | 0     | 0     | 0           | 0           | 12    | 0     | 12    | 0     |
| Total               | Total | Total     | 19    | 0     | 0             | 0             | 0     | 0     | 0           | 0           | 12    | 0     | 31    | 0     |

1. 1 2  Participó en la Copa Paulista